# Шехаргун
Шехаргун — деревня в Баяндаевском районе Иркутской области России. Входит в состав муниципального образования «Покровка». Находится примерно в 5 км к северо-востоку от районного центра.

## Население
| 2002 | 2010 | 2011 | 2012 |
| ---- | ---- | ---- | ---- |
| 69   | ↘50  | →50  | ↘47  |

По данным Всероссийской переписи, в 2010 году в деревне проживало 50 человек (31 мужчина и 19 женщин).